# Distretto di Kerzaz
Il distretto di Kerzaz è un distretto della provincia di Béni Abbès, in Algeria, con capoluogo Kerzaz.